# دیومیرا یاکوبینی
دیومیرا یاکوبینی (ایتالیایی: Diomira Jacobini؛ ‏ ۲۵ مه ۱۸۹۹ – ۱۳ سپتامبر ۱۹۵۹) بازیگر اهل ایتالیا بود که در دوران فیلم‌های صامت در سینمای ایتالیا فعالیت داشت و خواهر کوچک ماریا یاکوبینی است.
از فیلم‌ها یا مجموعه‌های تلویزیونی که وی در آن‌ها نقش داشته است، می‌توان به گل سرخ گرانادا اشاره نمود.